# Опозиційно зухвалий розлад
Опозиційно зухвалий розлад, ОЗР (англ. Oppositional defiant disorder, ODD) — психічний розлад, якому притаманна модель сердитого настрою, зухвалої поведінки або мстивості. Така поведінка зазвичай націлена на однолітків, батьків, учителів та інших авторитетних осіб. На відміну від розладу поведінки, люди з ОЗР не проявляють агресію щодо будь-яких людей або тварин, не схильні до нищення речей, крадіжок або обману. Розлад частково має певні зв'язки з синдромом дефіциту уваги з гіперактивністю (СДУГ), і близько половини дітей із ОЗР також відповідають діагностичним критеріям СДУГ.